# Thrash Zone
Thrash Zone è il quinto album dei Dirty Rotten Imbeciles, pubblicato dall'etichetta discografica Metal Blade Records nel 1989.

## Tracce
1. Thrashard - 3:40
2. Beneath the Wheel - 5:36
3. Enemy Within - 2:44
4. Strategy - 4:19
5. Labeled Uncurable * - 3:04
6. You Say I'm Scum * - 1:55
7. Gun Control - 4:59
8. Kill the Words - 4:43
9. Drown You Out - 2:31
10. The Trade - 4:28
11. Standing in Line - 1:35
12. Give a Hoot - 3:55
13. Worker Bee - 0:56
14. Abduction - 4:04

* = Bonus-track non presente nell'LP e nella versione in cassetta.

## Formazione
- Spike Cassidy - chitarra
- Kurt Brecht - voce
- Felix Griffen - batteria
- John Menor - basso